# Öster-Våsen
Öster-Våsen är en sjö i Ljusdals kommun i Hälsingland och ingår i Ljusnans huvudavrinningsområde. Sjön är 5 meter djup, har en yta på 1,36 kvadratkilometer och befinner sig 348 meter över havet.

## Delavrinningsområde
Öster-Våsen ingår i det delavrinningsområde (689276-148380) som SMHI kallar för Utloppet av Öster-Våsen. Medelhöjden är 385 meter över havet och ytan är 8,16 kvadratkilometer. Det finns inga avrinningsområden uppströms utan avrinningsområdet är högsta punkten. Vattendraget som avvattnar avrinningsområdet har biflödesordning 4, vilket innebär att vattnet flödar genom totalt 4 vattendrag innan det når havet efter 191 kilometer. Avrinningsområdet består mestadels av skog (65 procent) och sankmarker (11 procent). Avrinningsområdet har 1,35 kvadratkilometer vattenytor vilket ger det en sjöprocent på 16,6 procent.